# Spineni, Iași
Spineni este un sat în comuna Andrieșeni din județul Iași, Moldova, România.